# Hùng Ba
Hùng Ba (tiếng Trung: 熊波; bính âm: Xióng Bō; sinh 1964) là nhà ngoại giao Trung Quốc. Ông từng giữ chức đại sứ Trung Quốc tại Campuchia từ năm 2016 đến 2018 và Việt Nam từ năm 2018 đến năm 2024.

## Tiểu sử
Ông sinh năm 1964 tại huyện Quan Dương, Quảng Tây. Năm 1985, ông vào Bộ Ngoại giao nước Cộng hòa Nhân dân Trung Hoa. Từ năm 1985 đến 1998, ông làm việc tại Vụ các vấn đề Châu Á trong Bộ, Đại sứ quán Trung Quốc tại Nhật Bản và Tổng Lãnh sự quán Trung Quốc tại Osaka, Nhật Bản.
Năm 1998, ông được bổ nhiệm làm Bí thư thứ nhất Đại sứ quán Trung Quốc tại Nhật Bản và từ năm 2001 đến 2005, ông giữ chức vụ Phó Vụ trưởng và Bí thư thứ nhất Vụ các vấn đề châu Á. Năm 2005, ông được bổ nhiệm làm cố vấn tại Đại sứ quán Trung Quốc tại Nhật Bản, ông giữ chức vụ này cho đến năm 2007. Từ năm 2007 đến năm 2011, ông giữ chức cố vấn và vụ trưởng Vụ Châu Á trong Bộ Ngoại giao. Từ năm 2011 đến 2014, ông giữ chức vụ Phó Vụ trưởng Vụ Châu Á.
Tháng 1 năm 2015, ông được bổ nhiệm làm Ủy viên Thường vụ và Phó Thị trưởng Thành phố Nhật Chiếu, tỉnh Sơn Đông. Từ năm 2016 đến 2018, ông giữ chức đại sứ Trung Quốc tại Campuchia.
Năm 2018, ông được bổ nhiệm làm đại sứ Trung Quốc tại Việt Nam. Nhiệm kỳ đại sứ của ông kết thúc vào tháng 8 năm 2024.